# Diphascon procerum
Espèce
Diphascon procerum est une espèce de tardigrades de la famille des Hypsibiidae. 

## Distribution
Cette espèce est endémique de Sicile en Italie.

## Publication originale
- Pilato, Sabella & Lisi, 2014 : Two new tardigrade species from Sicily. Zootaxa, no 3754 (2), p. 173–184.